# Иофе, Симон Израилевич
Симон Израилевич Ио́фе (1897—1997) — советский учёный, специалист в области производства стекла и стекловолокна.

## Биография
С начала 1930-х по 1970-е годы работал в ГНИИС.
Совместно с М. Г. Черняком и М. С. Аслановой он разработал технологию производства стекловолокна. Стекло расплавляют в специальной лодочке, изготовленной из тугоплавкого платинового сплава. В дне лодочки находятся отверстия — фильеры — диаметром около 1 мм. Расплавленное стекло под действием собственного веса медленно вытекает через эти отверстия, образуя нити диаметром, примерно равным диаметру фильер. Благодаря высокой скорости стеклянная нить, ещё не успев остыть и затвердеть, вытягивается в тонкое волокно.
Кандидат технических наук.
Умер 19 августа 2023 года.
Был похоронен в Москве на Востряковском кладбище.

## Награды и премии
- Сталинская премия III степени (14 марта 1941) — за изобретение промышленного способа производства пряжи и ткани из непрерывного стеклянного волокна

## Публикации
- Отжиг промышленных стекол [Текст] / Инж. С. Г. Лиознянская ; Инж. С. И. Иофе. — Москва ; Ленинград : Гизлегпром, 1935 ([Серпухов] : тип. «Мособлполиграфтреста»). — Обл., 68 с. : ил.; 22х15 см. — (Труды Научно-исследовательского института стекла).
- Пороки стекломассы. Пер. с нем. Б. М. Фрлоберга. Под ред. Г. Ю. Жуковского, С. И. Иофе. М.-Л. Гизлегпром 1941 г. 288 с., ил. + альбом 36 л. фотоилл.
- Стекло [Текст] : Рефератив. указатель тех. лит. / Под ред. канд. тех. наук инж. С. И. Иофе; В сост. указателя принимали участие: М. С. Асланова, Н. Н. Бунеев, С. И. Иофе [и др.]; Гос. н.-и. ин-т стекла и Центр. науч.-тех. б-ка Наркомтекстиля и Наркомлегпрома СССР. — Москва ; Ленинград : Гизлегпром, 1940 (Калуга). — 72 с. : черт.; 22
- Стекло. Реферативный указатель технической литературы / под ред. С. И. Иофе. М. ; Л. : Государственное издательство легкой промышленности, 1972.